# 一ノ関英徳
一ノ関 英徳（いちのせき ひでのり、1951年5月7日 - ）は、秋田県出身の元プロ野球選手。ポジションは投手。名前について、一の関秀則とする資料もある。

## 来歴・人物
秋田県立五城目高等学校卒業。1969年11月12日、ドラフト会議でヤクルトアトムズから13位で指名され、入団。
左腕の本格派で、制球力をやや欠きながらも重い速球には威力があった。
1970年から1971年にかけてヤクルトの在籍。一軍公式戦に出場することはなく、1971年に引退した。引退後は郷里の秋田で農業をしている。

## 詳細情報

### 年度別投手成績
- 一軍公式戦出場なし

### 背番号
- 75 （1970年）
- 53 （1971年）